# Louis-Rémy Aubert-Roche
Pour les articles homonymes, voir Aubert et Roche (homonymie).
Louis-Rémy Aubert-Roche est un médecin français né le 26 novembre 1810 à Vitry-le-François et mort à Paris le 22 décembre 1874. Il fut médecin en chef de la Compagnie du Canal de Suez et dirigea le service des maladies contagieuses pendant la construction du Canal.
Il fut, en 1846, l'un des fondateurs du périodique L'Union médicale, avec Amédée Latour et Gustave-Antoine Richelot.
Il est le gendre du médecin Louis Charles Roche qui fut président de l'Académie de médecine.

## Biographie
Fils de Remy Antoine Aubert, de Sompuis, marchand et proche de la famille Royer-Collard et de Marie Madeleine Leblanc, il fit ses études au collège de garçons de Vitry-le-François avec Delauny-Decriennes et Etienne Gallois, avant d'étudier à la Faculté de médecine de Paris. Il y côtoie Camille-Louis Berrier-Fontaine sur les bancs de la fac et dans les rangs de la Société des droits de l'homme.
En 1830, il participe aux événements des Tuileries contre les Gardes Suisse. Puis en 1832, il rentre à Vitry lors d'une épidémie de choléra pour y soigner ses habitants. Il passe sa thèse le 17 décembre 1833.
Il prit part aux événements lors du Massacre de la rue Transnonain en 1834. Un procès s'ouvrant, il s’exila en Egypte et fut condamné par contumax par la Cour des Pairs à dix ans de détention et surveillance perpétuelle en 1836.
Il voyage alors en Abyssinie afin d'exercer à l'hôpital d'Alexandrie, où il rencontra le vice-consul Lesseps. Désireux d'étudier la peste qui dévastait le pays, il devient médecin major pour le Pacha dans l'hôpital Lesbekié, puis l'hôpital Kars-el-Rin au Caire avant d'exercer en tant que médecin-chef de l'hôpital Ras-el-Tin à Alexandrie avant de se faire expulser. Suzanne Voilquin le décrivit dans ses Lettres sur L'Egypte comme un "républicain compromis dans les troubles d'avril 1834 et qui se réfugie en Egypte, où il sympathise avec les saint-simoniens et trouve un emploi dans les services de santé du vice-roi à Alexandrie". Il quitte l'Egypte en janvier 1838.
Il obtint sa grâce grâce à l'intervention du conte de Molé et Pierre-Paul Royer-Collard. Il épouse Louise Marie Roche en février 1840 et ajoute alors le nom de son beau-père célèbre médecin à son patronyme.
En 1848, alors qu'il est médecin à Athis dans l'Orne, il participe aux journées de février 1848 à Paris. En tant que lieutenant à la cinquième légion, il entre parmi les premiers dans la cour des Tuileries. Il est alors nommé Commissaire général  par le gouvernement provisoire pour la région Est. Il se présente à la députation pour la Marne mais fut battu par Jean Bertrand. En 1853 il condamné avec Proudhon à trois mois de prison pour ses articles dans des journaux républicains et fut détenu à la Prison Sainte-Pélagie puis à la Conciergerie.
En 1857 il fut nommé médecin chef de la compagnie de Suez et reste en Egypte jusqu'en 1869.
Il fut chevalier de la Légion d'honneur le 19 janvier 1867, de l'ordre saints Maurice et Lazare, de Ordre de Léopold, d'Isabelle la Catholique et commandeur de l'ordre de François Joseph,

## Travaux sur la peste
Il est connu pour son ouvrage de 1840 intitulé De la peste ou typhus d'Orient : Documents et observations recueillies pendant les années 1834 à 1838, en Égypte, en Arabie, sur la Mer Rouge, en Abyssinie à Smyrne et à Constantinople, dans lequel il décrit ses observations médicales en Afrique du Nord et au Moyen-Orient.
Dans ce livre, il fait mention de ses observations médicales lors de son séjour en Orient pendant 4 ans. Il en déduit, à tort et contre l'avis de ses collègues contagionnistes, que la peste n'est pas une maladie contagieuse et résulte d'un simple manque d'hygiène. Il prétend également pouvoir guérir la peste avec le haschisch.
Lors de son exercice en Egypte, il demanda l'autorisation de faire des autopsies pour mieux étudier la peste, il fut alors accusé de sacrilège, entraînant la colère du docteur et menant à son expulsion de son hôpital pour "avoir troublé la tranquillité publique".
Par ailleurs, après son expulsion, en se basant sur les registres, Aubert-Roche fit d'importantes conclusions : la plupart des épidémies survenaient sur des bateaux avant leur arrivée au port, les cargos provenant de bateaux non-infectés ne transmettaient pas la maladie et le temps d'incubation était de maximum 8 jours. Ces points confirmaient que la peste était une maladie contagieuse et que la quarantaine dans les ports était nécessaire afin d'arrêter sa propagation.

## Décorations
- Chevalier de la Légion d'honneur (19 janvier 1867)
- Chevalier de l'ordre de Léopold
- Chevalier de l'ordre d'Isabelle la Catholique
- Chevalier de l'ordre des Saints-Maurice-et-Lazare